# Vollenhovia hewitti
Vollenhovia hewitti é uma espécie de formiga do gênero Vollenhovia, pertencente à subfamília Myrmicinae.